# 4929-es mellékút (Magyarország)
A 4929-es mellékút egy közel 8 kilométeres hosszúságú, négy számjegyű mellékút Szabolcs-Szatmár-Bereg vármegye területén; Kisléta községet köti össze két szomszédjával, Nyírbogáttal és Máriapóccsal.

## Nyomvonala
Máriapócs déli külterületei között ágazik ki a 4911-es útból, annak majdnem pontosan a 27. kilométerénél, dél-délnyugat felé; ugyanott ágazik ki az ellenkező irányban az Ófehértóig vezető 4927-es út. Első méterei után szintben keresztezi a Nyíregyháza–Mátészalka–Zajta-vasútvonal vágányait, Máriapócs vasútállomás térségének nyugati szélénél, majd külterületek között folytatódik.
Nagyjából 700 méter után, egy kisebb irányváltással átlépi Kisléta határát, a községet pedig mintegy 1,3 kilométer után éri el, ahol délnek fordul és a Pócsi utca nevet veszi fel. A központban, 2,5 kilométer után kiágazik belőle dél-délnyugati irányban a 49 126-os számú mellékút – ez tulajdonképpen nem más, mint a déli falurész főutcája –, a 4929-es pedig innen egy kicsit keletebbi irányban folytatódik, Bogáti utca néven.
Körülbelül 3,5 kilométer teljesítését követően lép ki a lakott területről, bő fél kilométerrel azután pedig át is lép a következő település, Nyírbogát területére. E község első házait 6,7 kilométer megtételét követően éri el, ott Attila út lesz a települési neve. A település központjában ér véget, beletorkollva a 471-es főút 44+550-es kilométerszelvénye közelében lévő körforgalmú csomópontba.
Teljes hossza, az országos közutak térképes nyilvántartását szolgáló kira.kozut.hu adatbázisa szerint 7,829 kilométer.

## Települések az út mentén
- (Máriapócs)
- Kisléta
- Nyírbogát